# Sarcoma de teixits tous
Un sarcoma de teixits tous (STT) o sarcoma de parts toves és una neoplàsia maligna que es desenvolupa en teixits tous. Un sarcoma de teixits tous és sovint una massa indolora que creix lentament durant mesos o anys. Poden ser superficials o profunds. Qualsevol massa inexplicable d'aquest tipus s'ha de diagnosticar mitjançant biòpsia. El tractament pot incloure cirurgia, radioteràpia, quimioteràpia i teràpia amb fàrmacs dirigida. L'altre tipus de sarcoma és un sarcoma ossi.
N'hi ha de molts tipus. L'Organització Mundial de la Salut enumera més de cinquanta subtipus.

## Tipus
| Teixit d'origen                       | Tipus de càncer                                                   | Localització habitual al cos  |
| ------------------------------------- | ----------------------------------------------------------------- | ----------------------------- |
| Teixit fibrós                         | Fibrosarcoma                                                      | Braços, cames, tronc          |
| Teixit fibrós                         | Histiocitoma fibrós maligne                                       | Cames                         |
| Teixit fibrós                         | Dermatofibrosarcoma                                               | Tronc                         |
| Greix                                 | Liposarcoma                                                       | Braços, cames, tronc          |
| Múscul (estriat)                      | Rabdomiosarcoma                                                   | Braços, cames                 |
| Múscul (llis)                         | Liomiosarcoma                                                     | Úter, tub digestiu            |
| Vasos sanguinis                       | Hemangiosarcoma                                                   | Braços, cames, tronc          |
| Vasos sanguinis                       | Sarcoma de Kaposi                                                 | Cames, tronc                  |
| Vasos limfàtics                       | Linfangiosarcoma                                                  | Braços                        |
| Teixit sinovial                       | Sarcoma sinovial                                                  | Cames                         |
| Nervis perifèrics                     | Tumor maligne de la beina del nervi perifèric / Neurofibrosarcoma | Braços, cames, tronc          |
| Cartílag i teixit que forma els ossos | Condrosarcoma extraesquelètic                                     | Cames                         |
| Cartílag i teixit que forma els ossos | Osteosarcoma extraesquelètic                                      | Cames, tronc (no afecta l'os) |

| Teixit d'origen                       | Tipus de càncer | Localització habitual al cos     | Edats més habituals |
| ------------------------------------- | --- | -------------------------------- | ------------------- |
| Múscul (estriat)                      | Rabdomiosarcoma |                                  |                     |
| Múscul (estriat)                      | Embrionari | Cap i coll, tracte genitourinari | Infantil–4          |
| Múscul (estriat)                      | Sarcoma alveolar de parts toves                                                                                                   | Braços, cames, cap i coll        | Infantil–19         |
| Múscul (llis)                         | Liomiosarcoma | Tronc                            | 15–19               |
| Teixit fibrós                         | Fibrosarcoma | Braços i cames                   | 15–19               |
| Teixit fibrós                         | Histiocitoma fibrós maligne | Cames                            | 15–19               |
| Teixit fibrós                         | Dermatofibrosarcoma | Tronc                            | 15–19               |
| Greix                                 | Liposarcoma | Braços i Cames                   | 15–19               |
| Vasos sanguinis                       | Hemangiopericitoma infantil | Braços, cames, tronc, cap i coll | Infantil–4          |
| Teixit sinovial                       | Sarcoma sinovial | Cames, braços i tronc            | 15–19               |
| Nervis perifèrics                     | Tumors malignes de la beina del nervi perifèric (també anomenats neurofibrosarcomes, schwannomes malignes i sarcomes neurogènics) | Braços, cames i tronc            | 15–19               |
| Nervis musculars                      | Sarcoma alveolar de parts toves                                                                                                   | Braços i cames                   | Infantil–19         |
| Cartílag i teixit que forma els ossos | Condrosarcoma mixoide extraesquelètic                                                                                             | Cames                            | 10–14               |
| Cartílag i teixit que forma els ossos | Mesenquimal extraesquelètic | Cames                            | 10–14               |

1. 1 2  Revestiments de cavitats articulars, beines de tendons